# مابل کیهیل
 مابل کیهیل (انگلیسی: Mabel Cahill؛ زاده ۲ آوریل ۱۸۶۳ درگذشته ۱ ژانویهٔ ۱۹۰۵) یک تنیس‌باز اهل بریتانیا بود.